# Centre Agnico Eagle
Le Centre Agnico Eagle est un complexe sportif multifonctions de Val-d'Or au Québec. Il accueille les Foreurs de Val-d'Or de la Ligue de hockey junior Maritimes Québec.

## Histoire
Construit en 1949, il figure parmi les deux plus vieux arénas du circuit Courteau (incluant le Centre George-Vézina de Chicoutimi) puisque le Colisée de Québec a définitivement fermé ses portes en 2015.
Sa capacité assise est de 2 140 sièges, pour un total de 3 504 places. Il compte peu de sièges, mais peut accueillir de nombreux spectateurs debout. Un projet de 4M$ est en cours, va permettre d'y ajouter environ 300 sièges[Quand ?]. Une part des rénovations furent terminées durant l'hiver 2009, c'est-à-dire l'ajout des 300 places supplémentaires. Les autres modifications du centre sont achevées au cours de l'été 2009 (nouveaux restaurants, bar, etc.). Pourtant, en 2019, le centre est classé par Le Journal de Québec parmi les pires arénas du Québec.
En juin 2021, l'aréna change de nom et devient le Centre Agnico Eagle.

## Utilisations

### Hockey
Le club résidant est les Foreurs de Val-d'Or.

### Autres sports
En 2015, l'édifice met à la disposition des habitants un circuit d'entrainement à la marche et à l'exercice physique sur ses passerelles.